# Phalarodon
Genre
Espèces de rang inférieur
- † Phalarodon fraasi Merriam, 1910 (espèce type)
- † Phalarodon nordenskioeldii (Hulke, 1873)
- † Phalarodon major Maisch & Matzke, 2000
- † Phalarodon callawayi Schmitz, 2004

Phalarodon est un genre éteint d'ichthyosaures primitifs.
Ses restes ont été trouvés dans le Trias en Chine, en Amérique du Nord et au Spitzberg.
L’espèce type est Phalarodon fraasi Merriam, 1910.
Les autres espèces sont : Phalarodon atavus (Quenstedt 1852), à l'origine Ichthyosaurus atavus ; Phalarodon nordenskioeldii (Hulke 1873) Maisch et Matzke 2000, à l'origine Ichthyosaurus nordenskioeldii ; Phalarodon major Maisch & Matzke 2000; et Phalarodon callawayi Schmitz 2004.

## Liste d'espèces
Selon BioLib (6 août 2018) :
- Phalarodon nordenskioeldii Merriam, 1910 †

Selon Paleobiology Database (6 août 2018) :
- † Phalarodon atavus
- † Phalarodon callawayi
- † Phalarodon fraasi
- † Phalarodon major
- † Phalarodon nordenskioeldii